# سرکت
سرکت (انگلیسی: Serket-‎/ˈsɜːrˌkɛt/‎) در اساطیر مصر باستان، یکی از پاسداران چهار دروازه زیرین و نیز ایزدبانوی باروری و زندگی بعد از مرگ پنداشته می‌شده است.

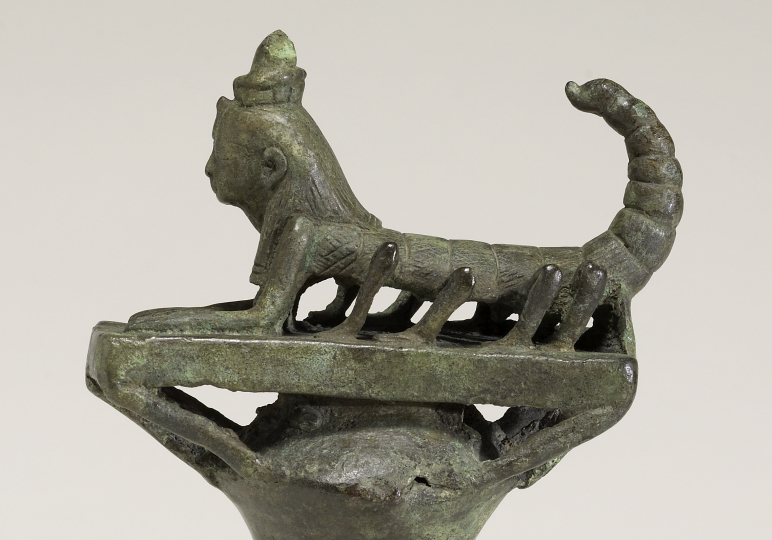
شکل برنزی سرکت به شکل عقرب، دوره :اواخر دوره ایزیس-سرکت.
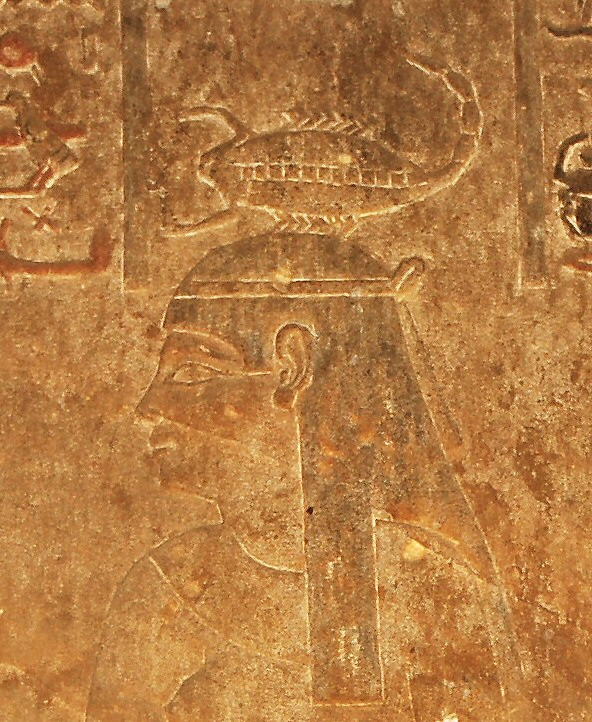
سرکت و عقرب او،  معبد ادفو

## نمادشناسی
سرکت را به شکل زنی که بر روی سر او تاجی از عقرب است، به تصویر کشیده‌اند. در بعضی از آثار به‌دست آمده او را به شکل عقربی با سر یک زن به تصویر درآورده‌اند. از دودمان بیستم مصر بر روی دوشهای او پوست تمساح یا شیر نیز به تصویر کشیدند.

## پرستش
این خدا را در آرامگاه‌های فراعنه به عنوان نگهبان قرار می‌دادند. معروف‌ترین آن تندیسی طلایی است که در مقبره توت عنخ آمون یافته‌اند. این خدا بیشتر در پادشاهی میانه مصر در مصر سفلی پرستیده می‌شده است.